# Trí tuệ xúc cảm
Trí tuệ xúc cảm (emotional intelligence - EI) thường dùng dưới hàm nghĩa nói về chỉ số cảm xúc (emotional intelligence quotient - EQ) của mỗi cá nhân. Chỉ số này mô tả khả năng, năng lực, kỹ năng (trong trường hợp của mô hình tính cách về trí tuệ xúc cảm) hay khả năng tự nhận thức để xác định, đánh giá và điều tiết cảm xúc của chính mỗi người, của người khác, của các nhóm cảm xúc. Trí tuệ xúc cảm là nhánh nghiên cứu tương đối mới của ngành tâm lý học. Do đó, định nghĩa về trí tuệ xúc cảm không ngừng thay đổi.